# Municipio de Wheelock
El municipio de Wheelock (en inglés: Wheelock Township) es un municipio ubicado en el condado de Williams en el estado estadounidense de Dakota del Norte. En el año 2010 tenía una población de 72 habitantes y una densidad poblacional de 0,77 personas por km².

## Geografía
El municipio de Wheelock se encuentra ubicado en las coordenadas 48°19′52″N 103°16′9″O / 48.33111, -103.26917. Según la Oficina del Censo de los Estados Unidos, el municipio tiene una superficie total de 93.34 km², de la cual 93,31 km² corresponden a tierra firme y (0,03 %) 0,03 km² es agua.

## Demografía
Según el censo de 2010, había 72 personas residiendo en el municipio de Wheelock. La densidad de población era de 0,77 hab./km². De los 72 habitantes, el municipio de Wheelock estaba compuesto por el 94,44 % blancos, el 1,39 % eran afroamericanos, el 2,78 % eran amerindios y el 1,39 % eran de una mezcla de razas. Del total de la población el 2,78 % eran hispanos o latinos de cualquier raza.